# Smekkleysa í Hálfa Öld
Smekkleysa Í Hálfa Öld es un compilado de artistas islandeses lanzado en 1994 por Smekkleysa.
El compilado contiene 17 canciones interpretadas por diferentes artistas, como Björk, entre otros. El nombre del álbum en islandés significa Smekkleysa por Medio Siglo. Smekkleysa es la discográfica islandesa creada por los integrantes de los Sugarcubes para promocionar el trabajo artístico de jóvenes islandeses en la música, pintura y literatura. Más tarde cambió su nombre a su equivalente en inglés: Bad Taste (“Mal Gusto”).

## Lista de canciones
1. Lifi lýðveldið! (4:00) - Exem
2. Halaklippan (4:12) - Texas Jesus
3. Pjakkur (4:32) - Bubbleflies
4. HM Atómíka (Heimsmeistarakeppni í bassaleik) (5:10) - Funkstrasse
5. Höfuðverkur (3:42) - Tjalz Gizur
6. Hr. Gott blóð (4:07) - Yukatan
7. Hann mun aldrei gleym´enni (4:25) - Rúnar Júlíusson y Unun
8. Skjár (3:22) - Maus
9. Gammagarg (2:34) - Kolrassa Krókríðandi
10. Jeminn eini (4:24) - Kali
11. Hvert sem er (5:05) - Olympia
12. Ástfrægð (3:06) - Los
13. Syndir njósnara (5:11) - 2001
14. Draumur (5:17) - Niður
15. Kalt (4:41) - Curver
16. Fljúgðu (4:05) - Victory Rose (Victory Rose luego sería Sigur Rós)
17. Um akkeri (The anchor Song en islandés) (3:17) - Björk